# 스타니슬라프 페트로프

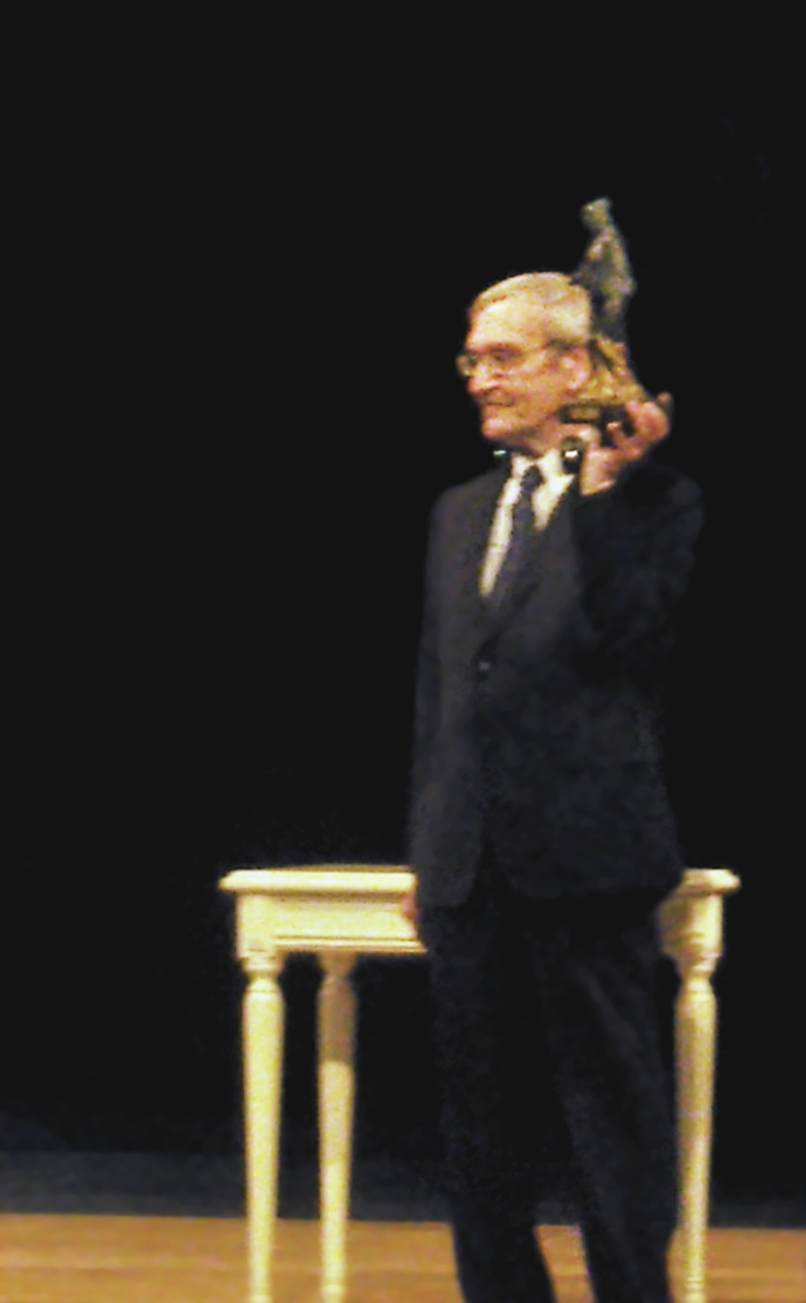
2013년 드레스덴상 시상식 당시의 페트로프

스타니슬라프 예브그라포비치 페트로프(러시아어: Станисла́в Евгра́фович Петро́в, 1939년 9월 7일 ~ 2017년 5월 19일)는 소련 방공군의 장교로, 1983년에 햇빛을 미국이 발사한 ICBM으로 오인한 소련 당국이 이에 맞대응으로 미사일을 발사하려던 것을 막은 일로 유명한 인물이다. 최종 계급은 중령이었다.
1983년, 소련의 인공위성이 햇빛을 미국의 ICBM으로 잘못 인식하여, 핵전쟁이 일어날 위기에 처했다. 그러나, 소련 군부에서 마저 핵무기의 발사와 이후에 이어지게 될 전쟁으로의 돌입을 심각하게 검토하고 있던 중에, 당시 상황을 담당했던 페트로프는 이 신호를 컴퓨터의 오류로 보고 핵전쟁 취소코드를 입력하여 핵전쟁을 막아냈다. 그러나 소련 군부는 이것을 기밀로 부치고 페트로프를 쫓아냈다.
하지만, 냉전의 종식과 더불어 소비에트 연방이 해체된 후인 1998년에 핵무기 오인 사건에 대한 기밀도 해제됐고, 이것이 독일 일간지 <빌트>의 보도로 세상에 알려졌다. 이후 신문에서 페트로프의 이야기를 읽고 감명 받은 칼 슈마허는 러시아로 날아가 모스크바 근교에서 조용히 살던 페트로프를 만났고, 이후 그를 독일로 초대했다. 페트로프가 독일에 머무는 동안 세계 언론들이 그를 찾아 인터뷰했다. 슈마허는 “세계를 핵전쟁에서 구한 이 남자를 위해 뭐든 해야한다는 생각을 지울 수 없었다”면서 “지난 수십 년간 핵위협은 실재하는 것이었다”고 말했다. 페트로프의 업적이 뒤늦게 알려지면서, UN에서는 그에게 세계 시민상을 수여하였다.
페트로프는 1983년의 사건에서 자신이 행한 일이 영웅적인 일이라고는 생각하지 않으며, “그것이 나의 일이었고 나는 일을 했을 뿐이다.”라고 말했다.
2017년 5월 19일, 페트로프는 세상을 떠났다. 장례식에는 가족 몇명만 참석한채 조용히 치러졌다. 페트로프의 사망 소식은 몇 개월간 알려지지 않다가 슈마허가 9월 7일에 페트로프에게 전화하면서 그의 아들이 사실을 말해준 덕분에 뒤늦게 알려졌다.

## 같이 보기
- 1983년 핵무기 신호 오인 사건
- 핵전쟁